# Sainte-Christie-d'Armagnac
 Sainte-Christie-d'Armagnac  là một xã của tỉnh Gers, thuộc vùng Occitanie, tây nam nước Pháp.